# Jesús Escoboza
Jesús Alonso Escoboza Lugo, noto semplicemente come Jesús Escoboza (Los Mochis, 22 gennaio 1993), è un calciatore messicano, attaccante del Mazatlán.

## Statistiche

### Cronologia presenze e reti in nazionale
| Cronologia completa delle presenze e delle reti in nazionale ― Messico | Cronologia completa delle presenze e delle reti in nazionale ― Messico | Cronologia completa delle presenze e delle reti in nazionale ― Messico | Cronologia completa delle presenze e delle reti in nazionale ― Messico | Cronologia completa delle presenze e delle reti in nazionale ― Messico | Cronologia completa delle presenze e delle reti in nazionale ― Messico | Cronologia completa delle presenze e delle reti in nazionale ― Messico | Cronologia completa delle presenze e delle reti in nazionale ― Messico |
| Data                                                                   | Città                                                                  | In casa                                                                | Risultato                                                              | Ospiti                                                                 | Competizione                                                           | Reti                                                                   | Note                                                                   |
| ---------------------------------------------------------------------- | ---------------------------------------------------------------------- | ---------------------------------------------------------------------- | ---------------------------------------------------------------------- | ---------------------------------------------------------------------- | ---------------------------------------------------------------------- | ---------------------------------------------------------------------- | ---------------------------------------------------------------------- |
| 31-10-2013                                                             | San Diego                                                              | Messico                                                                | 4 – 2                                                                  | Finlandia                                                              | Amichevole                                                             | 1                                                                      | 60’                                                                    |
| 13-11-2013                                                             | Città del Messico                                                      | Messico                                                                | 5 – 1                                                                  | Nuova Zelanda                                                          | Qual. Mondiali 2014                                                    | -                                                                      | 64’                                                                    |
| 19-11-2013                                                             | Wellington                                                             | Nuova Zelanda                                                          | 2 – 4                                                                  | Messico                                                                | Qual. Mondiali 2014                                                    | -                                                                      | 58’                                                                    |
| Totale                                                                 |                                                                        | Presenze                                                               | 3                                                                      |                                                                        | Reti                                                                   | 1                                                                      |                                                                        |

## Palmarès

### Club

#### Competizioni nazionali
- Campionato messicano: 1

Santos Laguna: Clausura: 2012